# Metropolitano de Palma (Maiorca)
O Metropolitano de Palma de Maiorca é um sistema de metropolitano que serve a cidade espanhola de Palma de Maiorca.